# Ducati Diavel
Ducati Diavel (Diavel на болонському діалекті — «диявол») — другий круізер в історії Ducati (перший, Indiana, випускався італійцями[ким?] в 1986–1990 роках). Світовий дебют Ducati Diavel відбувся в листопаді 2010 року на Міланському міжнародному мотосалоні (EICMA).

## Характеристики
- Роки випуску 2011
- Двигун —  Testastretta 11°
- Тип двигуна — V-подібний 2-циліндровий (90° розходження осей циліндрів) 4-тактний L-Twin
- Робочий об'єм двигуна — 1198,4 см3
- Діаметр і хід поршня — 106 мм x 67,9 мм
- Ступінь стиснення — 11,5:1
- Крутний момент 127,5 Нм
- Максимальна потужність — 162 к.с. (119 кВт) при 9500 об/хв.
- Трансмісія — Шестиступінчаста коробка передач
- Головна передача — Ланцюг
- Система охолодження — рідинна
- Кут нахилу передньої вилки — 28 градусів
- Колісна база — 1590 мм
- Висота сідла — 770 мм
- Передня підвіска — вилка Marzocchi 50 мм перевернутого типу
- Задня підвіска — регульований моноамортизатор Sachs з прогресивною характеристикою (алюмінієвий односторонній маятник)
- Передні гальма — 2 диски по 330 мм з 4-поршневими скобами Brembo радіального кріплення з ABS
- Задні гальма — 265 мм диск з 2-поршневий скобою і з ABS
- Ємність паливного бака — 17 літрів
- Суха вага — 210 кг

Ducati Diavel — мотоцикл, розроблений і випущений італійською компанією, яка з його допомогою має намір диверсифікувати свою лінійку продукції і вторгнутися в новий для себе сегмент ринку. Змонтований на жорсткій рамі типу «пташина клітка».
Двигун — допрацьована версія 1.198,4 кубового рідинного охолодження, з чотирма клапанами на циліндр і десмодромного  механізмом газорозподілу Testastretta від супербайка Ducati 1198.
Нова назва двигуна — Testastretta 11 ° (в результаті доопрацювання двигуна, зокрема, кут клапана зменшився з 41 ° до 11 °). Система уприскування — електронна Mitsubishi з еліптичними  дросельними заслінками Mikuni і з RbW. Приріст крутного моменту при низьких обертах двигуна за рахунок впровадження системи Ride-By-Wire Ducati (RBW). Легка система випуску 2-1-2 з  каталітичним конвертером, парними датчиками кисню і парними алюмінієвими глушниками. Всі ці вдосконалення дали надбавку в потужності.
 Зчеплення багатодискове, мокре, з гідравлічним приводом.
Переднє колесо — 14-спиці, легкосплавне, 3,50 х17, з шиною 120/70 ZR 17 Pirelli Diablo Rosso II, заднє — 14-спицеве коване легкосплавне, 8,00 х17, з шиною 240/45 ZR 17 Pirelli Diablo Rosso II. Приладова панель з повнокольоровим монітором оснащена  спідометром,  тахометром, покажчиком швидкості проходження кола, годинами, є два термометра (для повітря і для охолоджуючої рідини), покажчик залишку палива, індикатори попередження про плановий техобслуговуванні, роботи  ABS (до речі, « бошівських»), роботи DTC, аварійного тиску масла, далекого світла, поворотников, нейтральної передачі. Мотоцикл оснащений вбудованим імобілайзером.
У Ducati Diavel два типи облицювання. Стандартна (алюміній і пластик) і поліпшена,  карбонова. В останньому випадку вага мотоцикла зменшується на три кілограми.

### 3 режима поїздок
Ducati Diavel має три різних режима поїздок — Міський, Туристичний та Спортивний. Для кожного з них характерні свої рівні роботи противобуксовочної системи, потужності двигуна і чутливості ABS. Так, в Міському режимі потужність Testastretta 11 ° обмежується на рівні 100 к.с. (74 кВт), що робить його більш керованим на низьких швидкостях.
У Туристичному режимі потужність двигуна становить вже всі 162 к.с. (119 кВт) а крутний момент — 127 Н · м. У спортивному режимі змінюються налаштування противобуксовочної системи і ABS.
Мотоцикл призначений для ринків  США та  Європи.